# Alles wieder offen
Alles wieder offen — десятый студийный альбом немецкой экспериментальной музыкальной группы Einstürzende Neubauten, изданный в 2007 году. Достиг 70-й строчки в немецком национальном хит-параде Media Control Charts.

## Об альбоме
Немецкое название Alles wieder offen эквивалентно английскому All Open Again — «всё снова открыто». В альбом вошло 10 треков, основанных на самом разном материале, как то отрывок партий ритм-гитары, записанный Бликсой Баргельдом в затопленном подвале в Гамбурге в начале 1980-х (лёг в основу песни «Susej»).
Рецензент электронного журнала PopMatters Тим О’Нил в своём обзоре Alles wieder offen заметил: «В мире не существует группы, которая звучала бы совсем как Einstürzende Neubauten, даже спустя все эти годы. Они были вместе почти три десятилетия, и за это время несколько храберцов могли попробовать пойти по их стопам — никто и не приблизился. <…> Группа всё ещё напориста, но по большей части Alles wieder offen проявляется гораздо более чётким и менее беспорядочным альбомом, чем любой из его предшественников».
Обозреватель немецкого ресурса laut.de Матияс Манте, вспомнив историю коллектива — «Сначала были пост-индастриал и новая немецкая волна, затем, в 1990-х, последовало изменение курса — в сторону более доступных и спокойных вод» — заявил: «Отрадно слышать, что устрашающий интеллектуальный гигант в свои 48 лет всё ещё далек от так называемого „альтернативного“ искусства».

## Список композиций
Слова и музыка: Бликса Баргельд, Йохен Арбайт, Александр Хаке, Руди Мозер, Н. У. Унру.
1. «Die Wellen» — 3:47
2. «Nagorny Karabach» — 4:25
3. «Weil Weil Weil» — 4:57
4. «Ich hatte ein Wort» — 4:19
5. «Von Wegen» — 5:36
6. «Let’s Do It a Dada» — 5:52
7. «Alles wieder offen» — 4:14
8. «Unvollständigkeit» — 9:01
9. «Susej» — 4:47
10. «Ich Warte» — 6:07

## Участники записи
Einstürzende Neubauten
- Бликса Баргельд — вокал, вибрафон, фортепиано, электрическое фортепиано, родес-пиано, орган Хаммонда, электрогитара, клавикорд
- Александр Хаке — банджо, бас-гитара, мандолина, перкуссия, виуэла, бэк-вокал
- Йохен Арбайт — слайд-гитара, ксилофон, ударные, электрогитара, орган Хаммонда, бэк-вокал
- Руди Мозер — ударные, бас-барабан, перкуссия, вибрафон, бэк-вокал
- Н. У. Унру — звуковые эффекты, ударные, перкуссия, родес-пиано, электрическое фортепиано, бэк-вокал

Приглашённые музыканты
- Клаудия Габиш — скрипка
- Стефано Макор — виола
- Эйри Беньямин Майерс — фортепиано
- Ян Шад — виолончель
- Антон Тесля — скрипка